# Episodi di Taxi (seconda stagione)
La seconda stagione della serie televisiva Taxi è stata trasmessa in anteprima negli Stati Uniti d'America dalla ABC tra l'11 settembre 1979 e il 13 maggio 1980.
| nº | Titolo originale                  | Titolo italiano | Prima TV USA      | Prima TV Italia |
| -- | --------------------------------- | --------------- | ----------------- | --------------- |
| 1  | Louie and the Nice Girl           |                 | 11 settembre 1979 |                 |
| 2  | Honor Thy Father                  |                 | 18 settembre 1979 |                 |
| 3  | Reverend Jim: A Space Odyssey     |                 | 25 settembre 1979 |                 |
| 4  | Nardo Loses Her Marbles           |                 | 2 ottobre 1979    |                 |
| 5  | Wherefore Art Thou, Bobby?        |                 | 16 ottobre 1979   |                 |
| 6  | The Lighter Side of Angela Matusa |                 | 23 ottobre 1979   |                 |
| 7  | A Woman Between Friends           |                 | 30 ottobre 1979   |                 |
| 8  | The Great Race                    |                 | 6 novembre 1979   |                 |
| 9  | The Apartment                     |                 | 13 novembre 1979  |                 |
| 10 | Alex's Romance                    |                 | 20 novembre 1979  |                 |
| 11 | Latka's Revolting                 |                 | 27 novembre 1979  |                 |
| 12 | Elaine's Secret Admirer           |                 | 4 dicembre 1979   |                 |
| 13 | Louie Meets the Folks             |                 | 11 dicembre 1979  |                 |
| 14 | Jim Gets a Pet                    |                 | 18 dicembre 1979  |                 |
| 15 | The Reluctant Fighter             |                 | 25 dicembre 1979  |                 |
| 16 | Tony and Brian                    |                 | 8 gennaio 1980    |                 |
| 17 | Guess Who's Coming for Brefnish   |                 | 15 gennaio 1980   |                 |
| 18 | What Price Bobby?                 |                 | 22 gennaio 1980   |                 |
| 19 | Shut It Down (Part 1)             |                 | 29 gennaio 1980   |                 |
| 20 | Shut It Down (Part 2)             |                 | 5 febbraio 1980   |                 |
| 21 | Alex Jumps Out of an Airplane     |                 | 26 febbraio 1980  |                 |
| 22 | Art Work                          |                 | 4 marzo 1980      |                 |
| 23 | Fantasy Borough (Part 1)          |                 | 6 maggio 1980     |                 |
| 24 | Fantasy Borough (Part 2)          |                 | 13 maggio 1980    |                 |